# Geolycosa gosoga
Geolycosa gosoga là một loài nhện trong họ Lycosidae.
Loài này thuộc chi Geolycosa. Geolycosa gosoga được Ralph Vary Chamberlin miêu tả năm 1925.